# La ciutat de l'esperança
La ciutat de l'esperança (títol original: City of Hope) és una pel·lícula estatunidenca de John Sayles estrenada l'any 1991. Ha estat doblada al català.

## Argument
Retrat de la societat americana urbana pel biaix dels llaços entre polítics, promotors, policies, aturats, solters, italians, negres, hispànics, nens.

## Repartiment
- Vincent Spano: Nick Rinaldi
- Stephen Mendillo: Yoyo
- Chris Cooper: Riggs
- Tony Lo Bianco: Joe Rinaldi
- Joe Morton: Wynn
- Charlie Yanko: Stavros
- Jace Alexander: Bobby
- Todd Graff: Zip
- Scott Tiler: Vinnie
- John Sayles: Carl
- Frankie Faison: Levonne
- Gloria Foster: Jeanette
- Tom Wright: Malik
- Angela Bassett: Reesha
- David Strathairn: Asteroid
- Maggie Renzi: Connie
- Marianne Leone: Joann
- S.J. Lang: Bauer
- Anthony John Denison: Rizzo
- Kevin Tighe: O'Brien
- Barbara Williams: Angela
- Eileen Lynch: Dawn
- Bob North: Districte Attorney
- Michael Mantell: Zimmer
- Randle Mell: Simms
- Josh Mostel: Mad Anthony

## Rodatge
- John Sayles fa la tria estètica d'un important recurs de plans seqüències, en els quals freqüentment diversos protagonistes es creuen sense conèixer-se.

## Premis i nominacions
- 1991: Festival de Tòquio: Millor pel·lícula 1991: Premis Independent Spirit: Millor actor secundari (Strathairn).
- 1992: Crítics de Xicago: 2 nominacions incloent millor director

## Crítica
- "La filmografia de Sayles demostra que és un dels grans. Aquesta és una mena de "Vides creuades" carregada de crítica sobre la condició humana"[3]